# 文德人

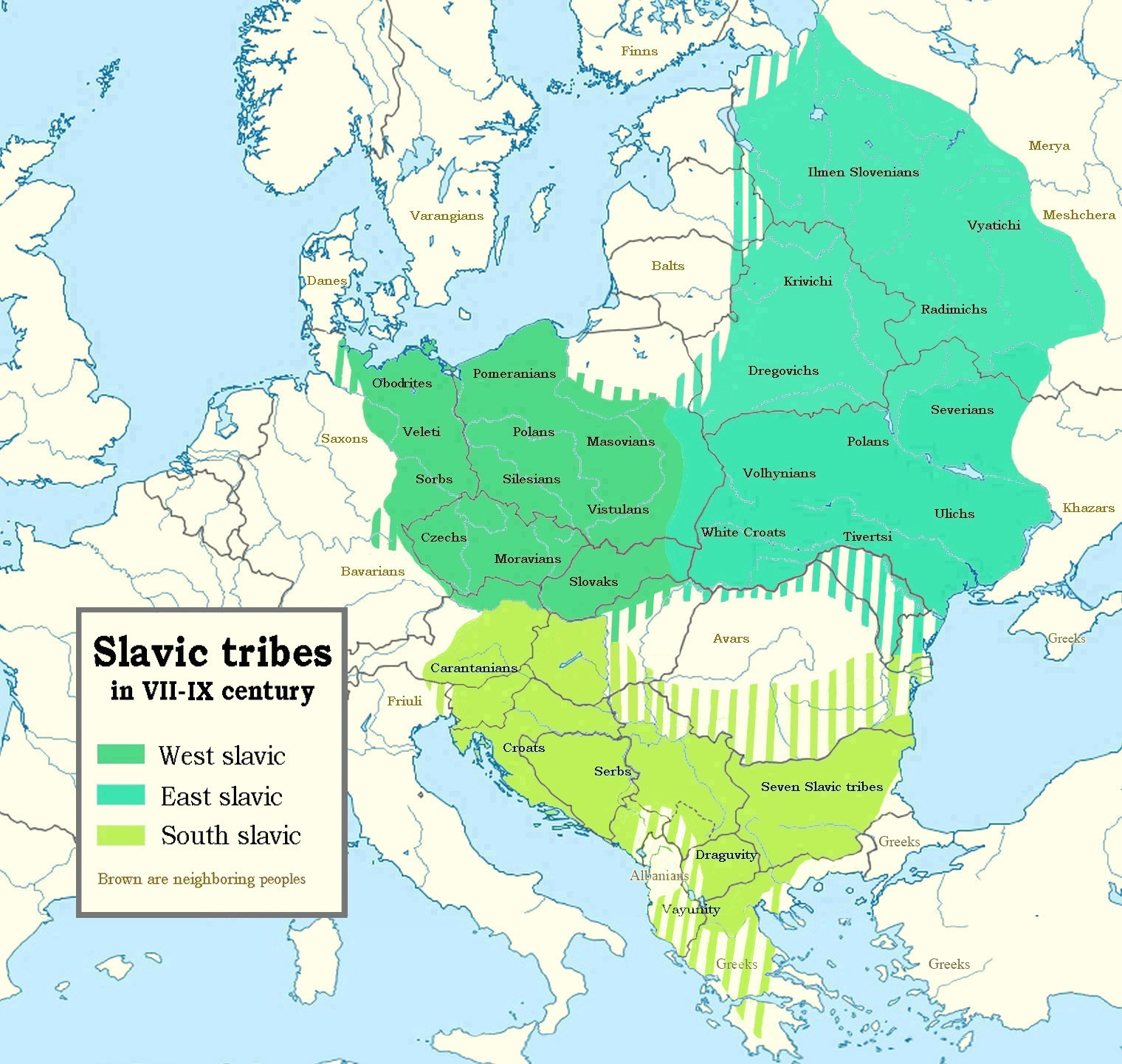
斯拉夫部落於7至9世紀在歐洲的分布

文德人（/ˈwi.ne.dɑs/，[ˈvɛn.dn̩]，[ˈvɪn.dn̩]）是中世纪日耳曼人对曾居住在現今德國東部的所有斯拉夫部落的總稱。文德人一词来自古代的维涅第人，后来扩展到与日耳曼人邻近的斯拉夫人。6至8世紀的斯拉夫民族大遷徙，使一支西斯拉夫人遷徙至今易北河與奧得河流域，他們同化了殘存於當地的日耳曼人，鄰近他們的日耳曼部落此後稱他們為文德人，文德人一詞原用於指涉在斯拉夫人遷徙前原居住於此地的人群。
文德人遷徙至此地後，迅速分化成數個不同的部落。983年文德人對抗神聖羅馬帝國起義的成功，推遲了當地德意志化與基督教化的進程。在10世紀後，文德人持續遭受來自丹麥人、波蘭人與德意志人的壓力，波蘭人曾派兵侵犯該地數次，而德意志人的神聖羅馬帝國也嘗試恢復對此地的控制。1147年，在第二次十字軍東征中，神聖羅馬帝國派出文德十字軍進攻作為異教徒的文德人。
在12世紀至14世紀，大量的德意志人遷徙至文德人的居住地，此後文德人漸漸被德意志人同化，然而在易北河流域，文德人的一支語言波拉布語直到18世紀才滅絕，如今德國的少數民族索布人便是文德人的後代。